# Dash (wasmiddel)
Dash is een wasmiddel van Procter & Gamble. Het werd met de slagzin "Dash wast zó wit!" in Nederland geïntroduceerd door reclamemaker Hans Ferrée.
Het wasmiddel werd in België voor het eerst op de markt gebracht in 1965. Van 1969 tot 1981 werd het aangeprezen door presentator Jan Theys, waarbij de campagne opgehangen werd aan de vraag of de klant zijn trommel Dash wilde ruilen tegen twee trommels van een ander merk.
Het is verkrijgbaar in verschillende doseringsvormen: als poeder, vloeibaar en in capsules.